# Primer Ministre de Liechtenstein
El Primer Ministre de Liechtenstein és el cap de govern del Regne de Liechtenstein, actualment Adrian Hasler (Partit Burguès Progressista, FBP) ocupa aquest càrrec.
| No. | Nom               | Inici                  | Fi                     | Partit |
| --- | ----------------- | ---------------------- | ---------------------- | ------ |
| 1.  | Josef Ospelt      | 2 de març de 1921      | 27 d'abril de 1922     | Cap    |
| 2.  | Gustav Schädler   | 27 d'abril de 1922     | 15 de juny de 1928     | Cap    |
| 3.  | Josef Hoop        | 15 de juny de 1928     | 3 de setembre de 1945  | FBP    |
| 4.  | Alexander Frick   | 3 de setembre de 1945  | 16 de juliol de 1962   | FBP    |
| 5.  | Gerard Batliner   | 16 de juliol de 1962   | 18 de març de 1970     | FBP    |
| 6.  | Alfred Hilbe      | 18 de març de 1970     | 27 de març de 1974     | VU     |
| 7.  | Walter Kieber     | 27 de març de 1974     | 26 d'abril de 1978     | FBP    |
| 8.  | Hans Brunhart     | 26 d'abril de 1978     | 26 de maig de 1993     | VU     |
| 9.  | Markus Büchel     | 26 de maig de 1993     | 15 de desembre de 1993 | FBP    |
| 10. | Mario Frick       | 15 de desembre de 1993 | 5 d'abril de 2001      | VU     |
| 11. | Otmar Hasler      | 5 d'abril de 2001      | 25 de març de 2009     | FBP    |
| 12. | Klaus Tschütscher | 25 de març de 2009     | 25 de març 2013        | VU     |
| 13. | Adrian Hasler     | 27 de març de 2013     | actualitat             | FBP    |